# П'єр Мішон
П'єр Мішо́н (фр. Pierre Michon, 28 березня 1945, Шатлю-ле-Марше) — французький письменник.

## Біографія
Народився в Шатлю-ле-Марше в дідівському домі. Виховувався матір'ю, яка була за фахом вчителькою. Ріс без батька. Дитинство П'єра Мішона пройшло в селі Мур'ю-В'єйвіль, а потім в Гере, де він навчався в ліцеї. Після школи вивчав літературу в університеті Клермон-Феррана. Приєднався до невеликої мандрівної театральній трупи, подорожував з нею країною. Дебютував 1984 року книгою «Мізерні життя», яка, за визнанням автор, врятувала його від долі клошара. Книга була відзначена премією радіостанції France Culture. Друга книга Мішона — «Рембо-син» — була присвячена Артюрові Рембо. В романі «Життя Жозефа Ролена» Мішон розповідає історію поштаря, портерт якого 6 разів малював Вінсент ван Гог. У романі «Одинадцять» (2009) йдеться про вигаданого художника Корентена, який живе в епоху Французької революції та його фіктивну картину, що буцімто зберігається в Луврі. На картині зображені 11 членів комітету громадського порятунку. Роман «Одинадцять» був відзначений Великою премією Французької академії.

## Стиль та вплив
П'єр Мішон відомий своєю надзвичайно ретельною й доскіпливою роботою над кожним словом. Деякі літературознавці вказують на близькість його текстів до поезії в прозі. Велику увагу автор приділяє мелодиці тексту та «музичності» мови. На думку критиків, тут можна провести паралелі до текстів видатних французьких ораторів XVII століття. Спроба Мішона повернутися в своїх текстах до розмовної мови свідчить про певний вплив на нього поетики середньовічних трубадурів. У книзі «Король йде, коли забажає» Мішон викладає свої думки про літературу, зокрема він говорить про зв'язок літератури й малярства. Він також пише про своє захоплення добірною мовою роману Гюстава Флобера «Мадам Боварі». На думку Мішона, його стиль можна порівняти зі стилем іншого письменника його покоління — П'єра Бергуніу.

## Твори
- Мізерні життя / «Vies minuscules», Gallimard (1984, перевид. 1996, премія France Culture)
- Життя Жозефа Рулена / «Vie de Joseph Roulin», Verdier (1988, роман про Ван Гога)
- Імператор Заходу / «l'empereur d Occident», ілюстрації П'єра Алешинского, Fata Morgana (1989, перевид. 2007, історичний роман)
- Господар і слуги / «Maîtres et serviteurs», Verdier (1990)
- Рембо-син / «Rimbaud le fils», Gallimard «l'un et l'autre» (1991, перевид. 1993)
- Лісовий цар / «Le Roi du bois», avec des gravures de Richard Texier pour certains exemplaires, Éditions infernales (1992, перевид. 1996)
- «La Grande Beune», Verdier (1995, перевид. 2006)
- Міфологія зими / «Mythologies d'hiver», Verdier (1997)
- Три автори / «Trois auteurs», Verdier (1997)
- «Abbés», Verdier (2002)
- Тіло короля / «Corps du roi», Verdier (2002, премія Décembre)
- Король йде, коли забажає: тексти про літературу / «Le Roi vient quand il veut: propos sur la littérature», Albin Michel (2007, перевид. 2010, есе про літературу)
- Одинадцять/ «Les Onze», Verdier (2009, перевид. 2011; Велика премія Французької академії за роман, роман про Французьку революцію)
- Цинобра / «Vermillon», avec Anne-Lise Broyer, Verdier (2012)

## Визнання
- Премія France Culture (1984).
- Премія Петрарки за весь доробок (2010).
- Велика премія Французької академії за роман (2011).